# Cinnamomum japonicum
Espèce
Classification phylogénétique
Statut de conservation UICN

 LC  : Préoccupation mineure
Cinnamomum japonicum est une espèce d'arbres de la famille des Lauraceae et du genre Cinnamomum.